# 北海道拓殖バス
北海道拓殖バス株式会社（ほっかいどうたくしょくバス）は、北海道河東郡音更町に本社を置き、バス事業などを行う企業。帯広市を基点に市内および河東郡内で路線バスを運行し、とかち帯広空港への空港連絡バス、札幌市や旭川市への都市間バスも運行するほか、貸切バス事業も行う。

## 概要
1928年12月15日、前身となる北海道拓殖鉄道が新得 - 鹿追で鉄道事業を開始し、後に上士幌まで延長した。太平洋戦争後に段階的な廃止が進み、1968年をもって鉄道路線を全廃してバス専業事業者となった。バス事業はもともと傍系会社の北海道拓殖自動車が営業していたが、戦時統合により1944年5月に帯広乗合自動車（現：十勝バス）と合併した。1952年に北海道拓殖鉄道が一部路線を譲受する形で営業を再開、1960年12月に子会社の北海道拓殖バスを設立し、翌1961年1月にバス事業を譲渡した。
2024年4月より、北海道拓殖鉄道時代には本社・車庫・南新得駅等用地として使用していた「新得営業所」の広大な敷地内に、原木シイタケ栽培を中心とした観光農園事業「拓鐵キノコタン」を開設した。

## 事業所
2018年（平成30年）9月1日現在、すべて北海道に所在。
本社・本社営業所・音更整備工場
- 河東郡音更町字然別北5線西37-1[1]

帯広駅前案内所
- 帯広市西1条南12丁目[1] 帯広駅バスターミナル

上士幌営業所
- 河東郡上士幌町上士幌東3線234[1]

上士幌交通ターミナル
- 河東郡上士幌町上士幌東3線238-3[1]

2018年（平成30年）4月1日より一般路線バス乗り入れ開始。同年4月20日より都市間バス乗り入れ開始と上士幌営業所の営業窓口を移転。
鹿追営業所
- 河東郡鹿追町新町3丁目55[1]

新得営業所
- 上川郡新得町字拓鉄77[1]

千歳営業所（貸切バス）
- 千歳市流通1丁目3-19[1]（千歳流通業務団地[4]）

2018年8月、千歳市豊里2丁目9-2より移転。
拓鐵キノコタン（観光農園）
- 上川郡新得町字拓鉄155[1]

2024年4月、新得営業所敷地内に開業。

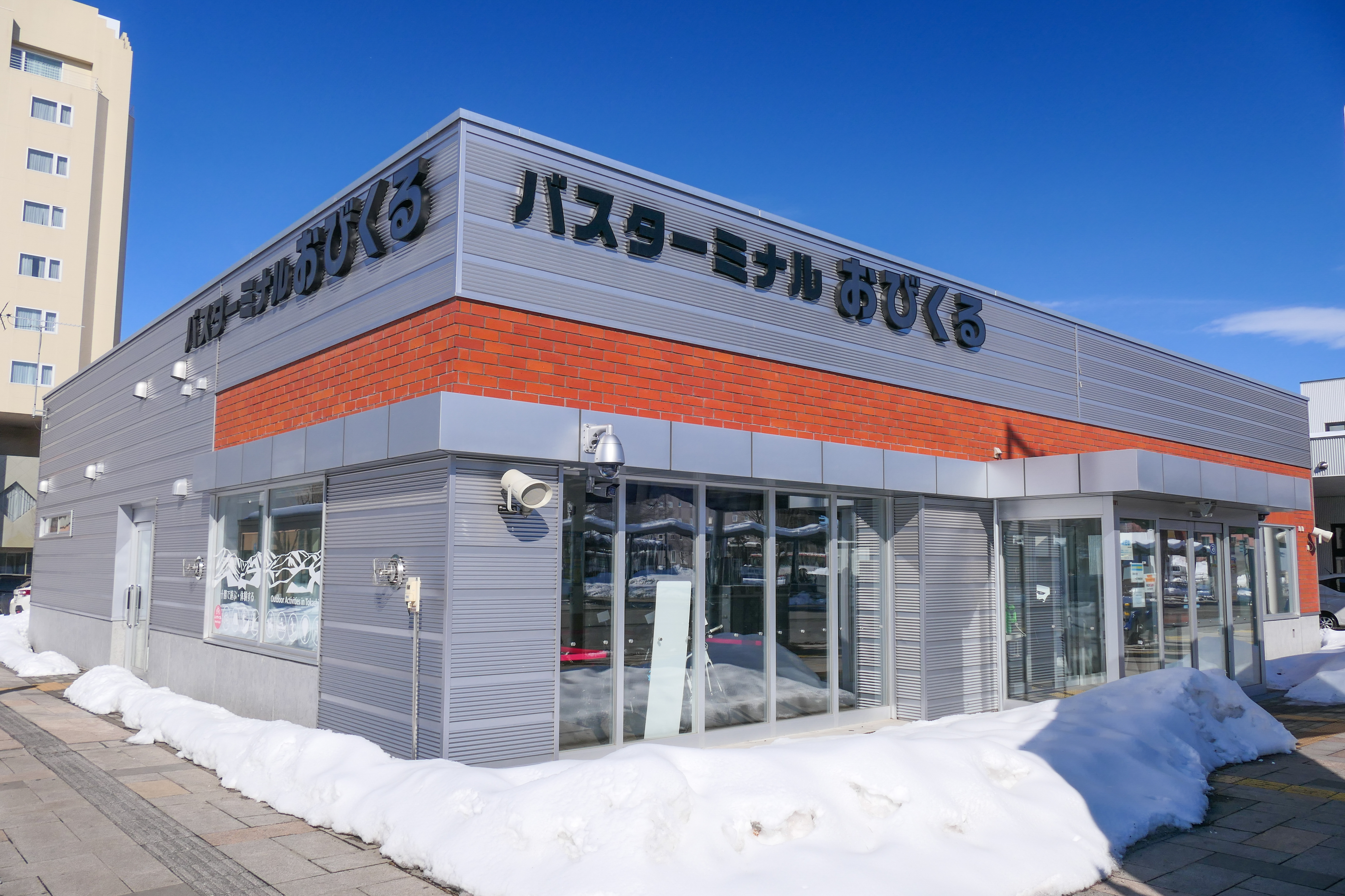
帯広駅前案内所（帯広駅バスターミナル）
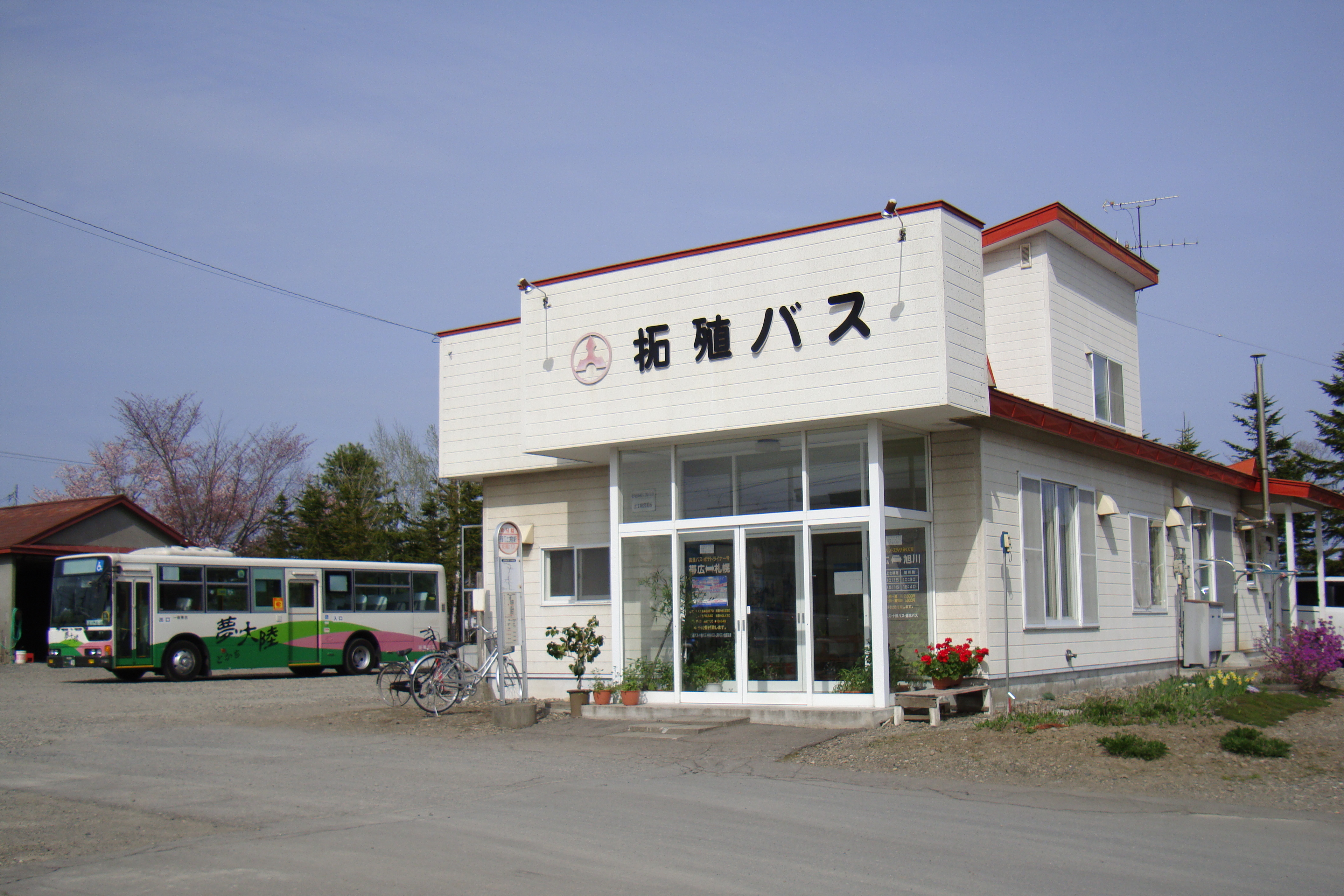
上士幌営業所
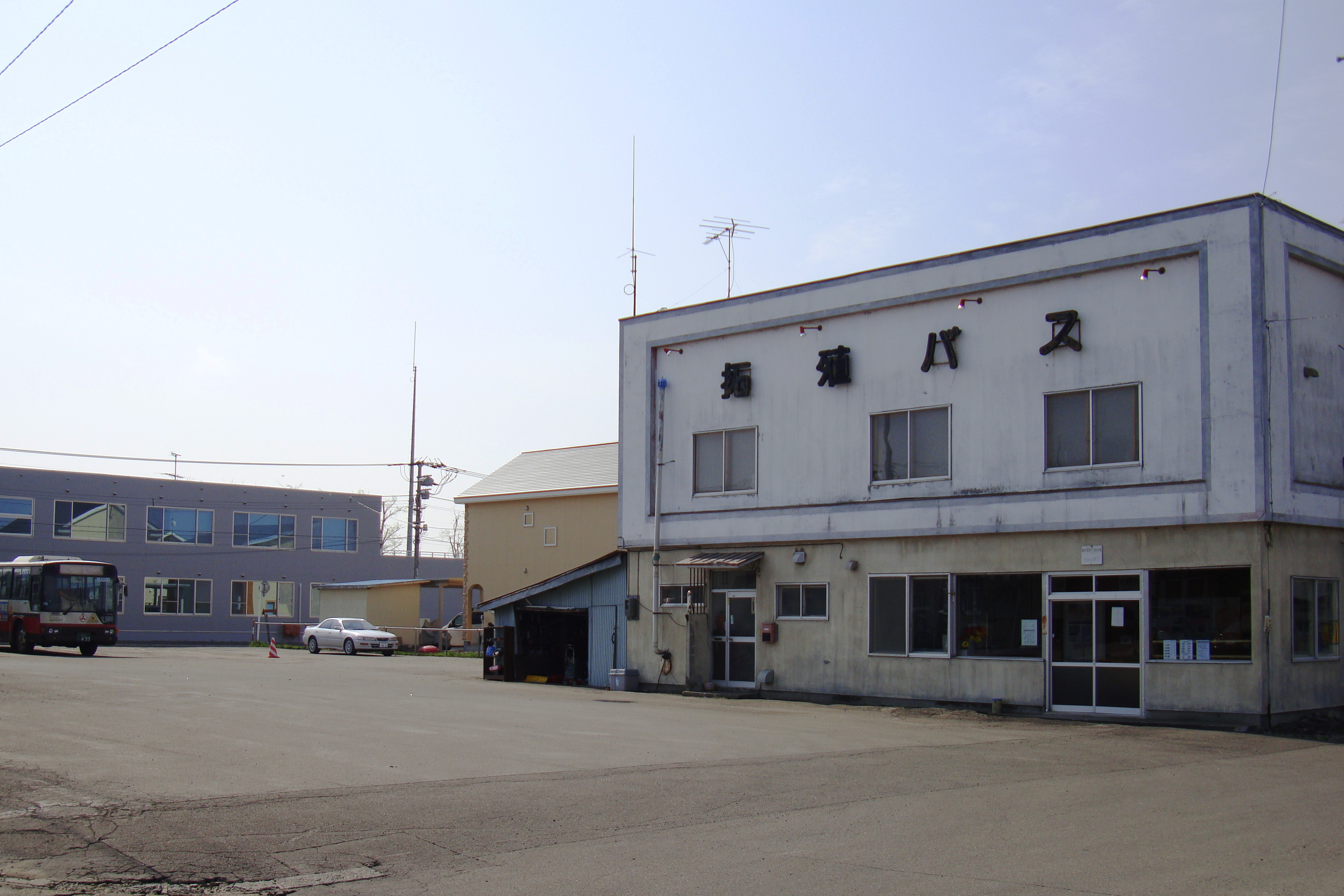
鹿追営業所
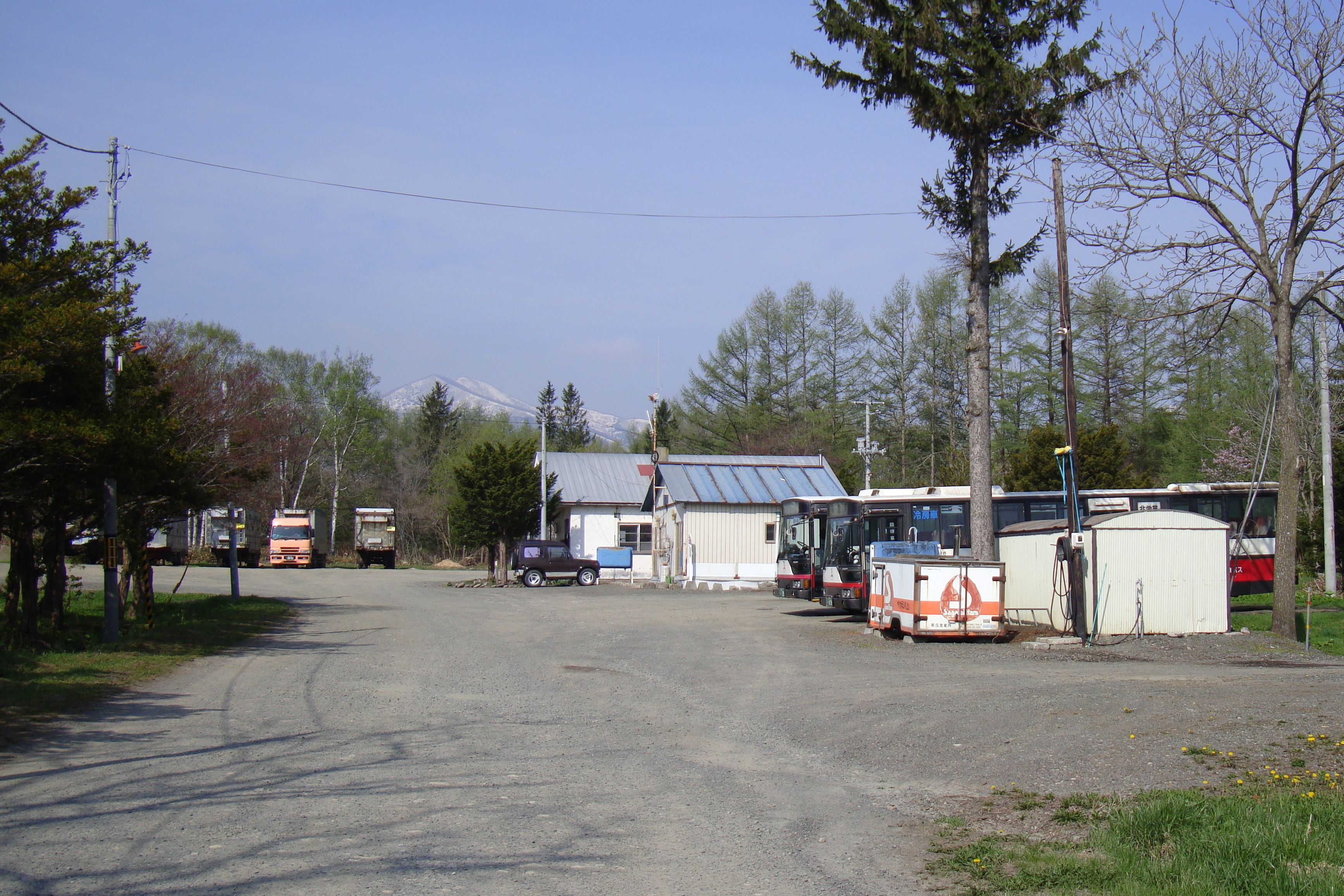
新得営業所
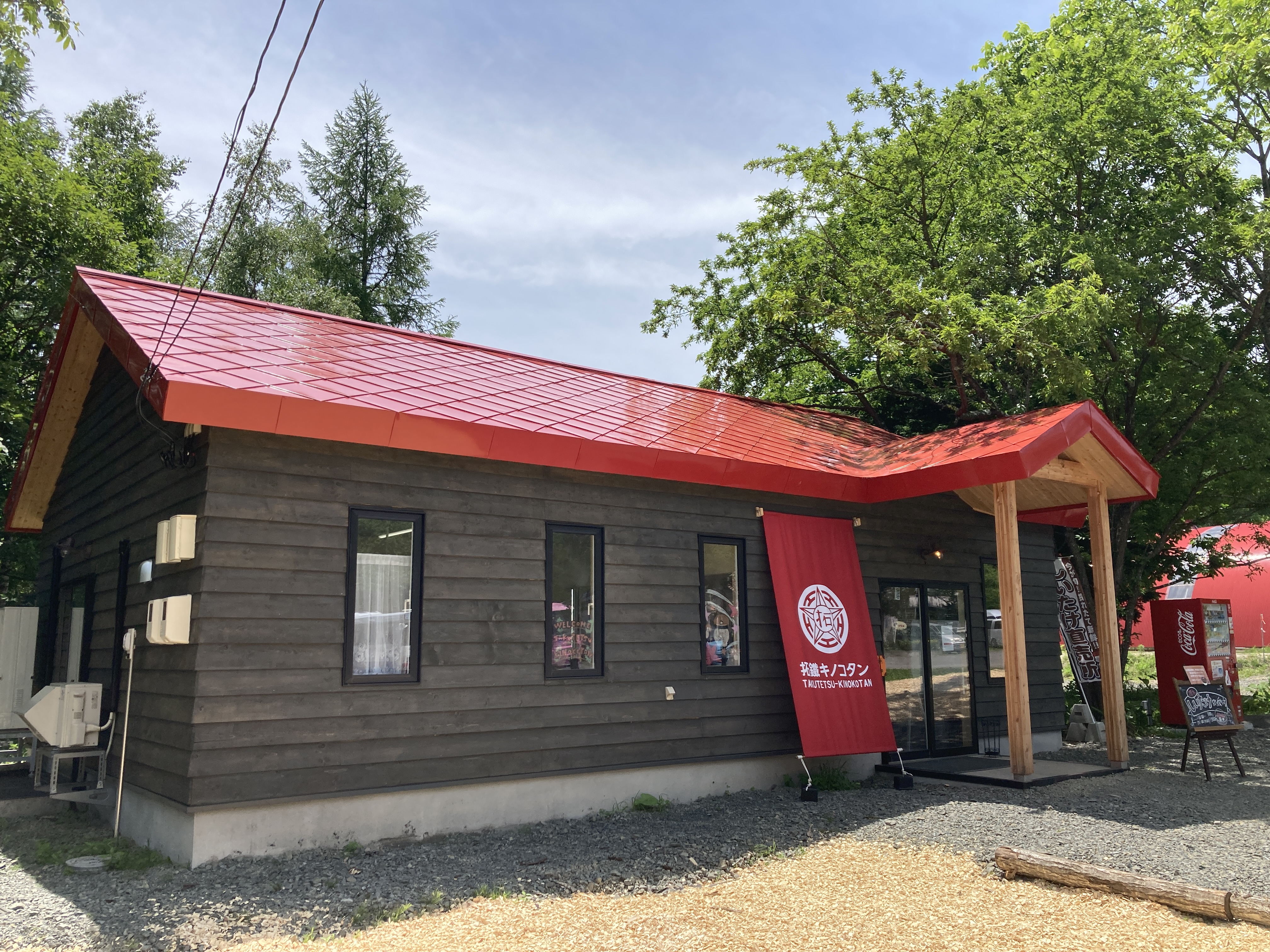
拓鐵キノコタン

## 乗車券類
各窓口では乗車券を発売する。一部窓口・区間では硬券乗車券も発売する。
交通系ICカード等を用いたバスカードシステムは導入していない。一般路線バス車内での運賃支払い方法としてQRコード決済を導入し、PayPay、d払い、au PAY、Alipay、WeChat Payが利用できる。各窓口での乗車券等購入時の決済では、PayPayを導入した。

## 路線バス

### 都市間バス・空港連絡バス

#### ポテトライナー（帯広 - 札幌）
- 帯広駅バスターミナル・（直行/芽室経由/音更経由） - 中央バス札幌ターミナル・札幌駅前ターミナル（北海道中央バス、北都交通、ジェイ・アール北海道バス、十勝バスとの共同運行）

1989年（平成元年）8月11日より繁忙期の臨時帰省バスとして各社1往復ずつを担当する5往復で運行を開始。1990年（平成2年）3月9日より「ポテトライナー」として通年運行が開始された。1995年（平成7年）12月1日に大谷地ターミナル、1997年（平成9年）9月1日に清水と芽室を新設し1往復を十勝川温泉まで延長。2002年（平成14年）12月1日には発車オ〜ライネットによるインターネット予約開始し御影を新設。2005年（平成17年）4月1日より音更経由（音更大通11丁目、木野大通16丁目、木野農協前）2往復を新設し、芽室経由は4往復とし臨時便を廃止。2009年（平成21年）12月23日から音更経由を1往復増回。2011年（平成23年）10月30日の道東自動車道全通による改正で直行便を含む3往復を増回し計10往復、所要時間が約20分短縮となった。2017年（平成29年）4月1日に十勝川温泉発着便を廃止。2018年（平成30年）6月2日より土日祝限定の特急便（途中無停車）を2往復新設した。
2020年（令和2年）4月よりコロナ禍の影響により断続的に減便し、最大で平日5往復・土日祝7往復運休していたが、2023年（令和5年）4月より10往復運行を再開する。
2022年（令和4年）4月より、国道241号バイパス沿いへ移転開業した道の駅おとふけ停留所へ乗り入れ開始。特急便を廃止し、直行便4往復・音更経由4往復・芽室経由2往復の毎日10往復運行へ変更する。直行便は国道38号・十勝バス本社経由から白樺通り・道の駅おとふけ経由に変更。新たに競馬場前、柏林台南町2丁目停留所への停車を開始し、十勝バス本社停留所を廃止する。2023年（令和5年）10月より、札幌駅前バスターミナル閉鎖に伴い、札幌駅前停留所を日本生命札幌ビル前に変更する。同時に回数券、バスパック券の販売を終了し、変動制運賃を導入した。
直行便は往復とも札幌ターミナル発着で、札幌行に札幌駅前降車停留所を設定。帯広市内は十勝バス本社に停車しパークアンドライドを設定していた。帯広行は路線開設以来札幌ターミナル始発で、札幌駅前ターミナルおよび札幌駅前は札幌行の降車のみ扱っていたが、2016年（平成28年）4月1日より経由便、直行便とも札幌駅前ターミナルで帯広行の乗車扱いを開始した。2023年（令和5年）10月の札幌駅前乗り場変更時より、札幌発は直行便、経由便ともに札幌駅前始発に変更される。
運行を開始するにあたり北海道中央バスが共同運行事業者を募ったところ、他4社が名乗りを上げた。1路線5社での運行は極めて異例であり北海道運輸局の指導で調整が図られたが不調に終わり、結局5社揃って認可された経緯がある。
帯広と札幌の間は200キロ程度の距離であるが、帰省バス当時から夜行便が設定されていた。1991年（平成3年）9月20日の国道274号日勝峠ルートへの変更に伴う改正で定期運行を廃止し、2000年（平成12年）夏期まで繁忙期臨時便として運行されていた。

#### ノースライナー（帯広 - 旭川）
- 帯広駅バスターミナル - 狩勝峠/三国峠 - 旭川駅前（道北バス、十勝バスと共同運行）

#### 音更・帯広市内ホテル - 帯広空港
- 道の駅おとふけ - 木野農協前・帯広市内主要ホテル - 帯広空港（十勝バスと共同運行）

1997年（平成9年）7月運行開始。2022年（令和4年）4月1日より一部経路変更の上で道の駅おとふけ発着に延伸。道の駅おとふけと途中停留所間の利用も可能となった。十勝バスが単独運行する帯広空港連絡バス（十勝バス本社・帯広競馬場・帯広駅・幸福駅 - 帯広空港）とは別路線で、乗車券等の共通扱いは行わない。

#### スイーツライナー（帯広 - 釧路空港、運休中）
- 十勝川温泉・帯広駅バスターミナル・道の駅おとふけ・本別岡女堂前 - 釧路空港

2018年（平成30年）8月1日、Peach Aviation（ピーチ）の就航に伴い開設。ピーチ便に合わせた運行時間が組まれる。ピーチ便の通年運航休止に伴い2023年（令和5年）3月26日より運休。季節運航期間も運行を行わない。
釧路空港 - 釧路市内・阿寒湖温泉（阿寒バス）との乗継乗車券や、帯広 - 新千歳空港（北都交通・帯運観光）とのセット乗車券が設定される。

### 一般路線バス
2024年（令和6年）4月1日現在
2015年（平成27年）4月1日より、それまで一部系統のみに設定されていた系統番号を全路線に拡大した。

#### 帯広市内・帯広の森・本社

##### 一中線、療養所線、運転免許試験場線

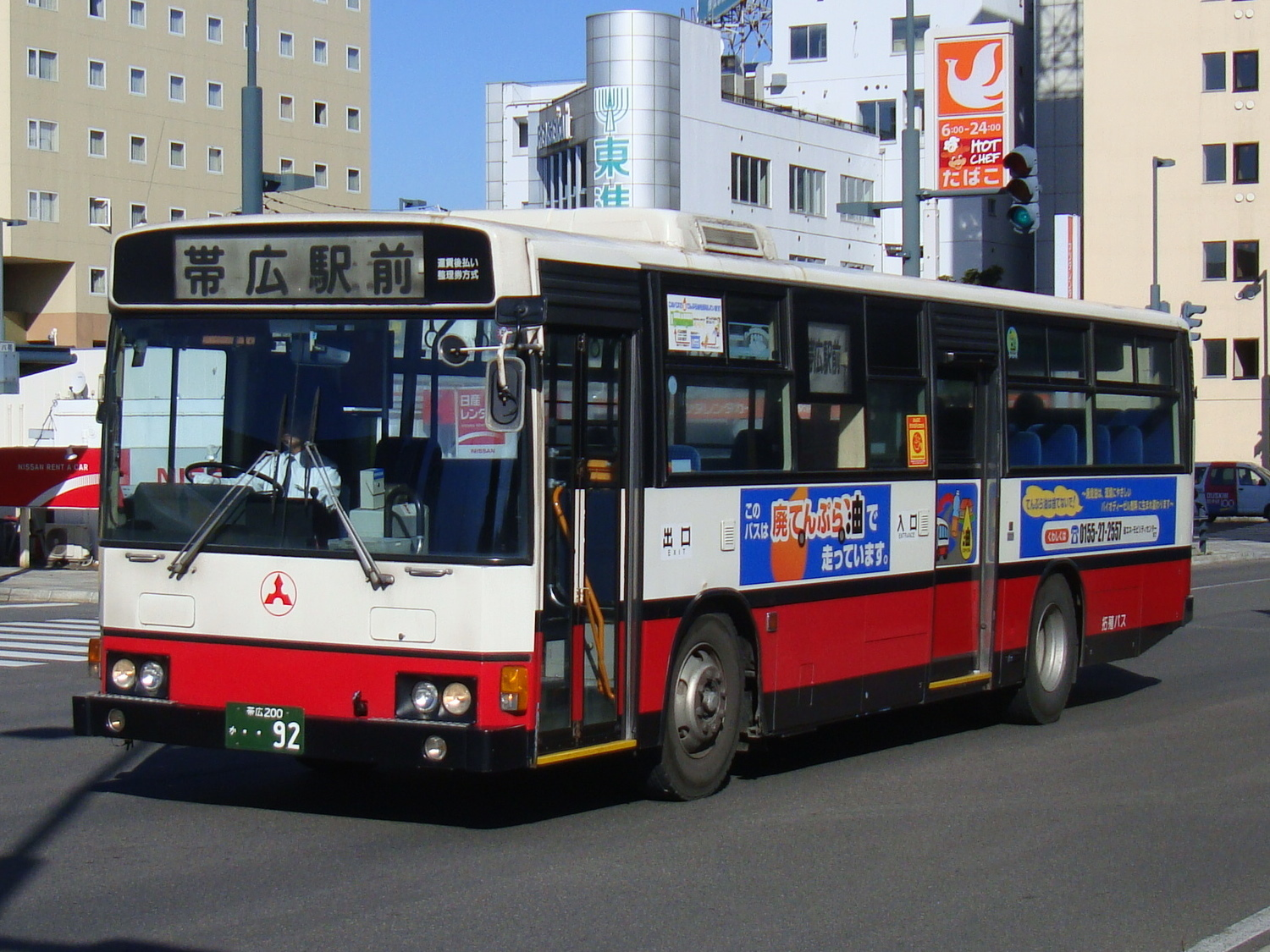
バイオディーゼル燃料車

- 11・12・13・14（循環線）：帯広駅前 - 西2条1丁目 - 西5条北4丁目 - 一中前 - 保育所前 - 北報和 - 国立病院前 - 開発官舎前 - 玄武住宅前 - （帯広市役所南口 - ）NHK前 - 帯広駅前

11と13は一中前先回り、12と14はNHK前先回り、13と14は帯広市役所南口（旧・厚生病院前）経由。
- 11・16：帯広駅前 - 西2条1丁目 - 一中前 - 保育所前 - 拓殖バス本社前

11は拓殖バス本社前発、16は帯広駅前発。11の平日一部便は23として南商業高校線へ直通する。
- 12・15：帯広駅前 - NHK前 - 玄武住宅前 - 開発官舎前 - 国立病院前 - 北報和 - 拓殖バス本社前

12は拓殖バス本社前発、15は帯広駅前（西2条8丁目）発。
- 17：帯広駅前 - NHK前 - 西5条3丁目 - 玄武住宅前 - 開発官舎前 - 国立帯広病院 - 北報和 - 運転免許試験場

運転免許試験場からの乗車は予約制。
2007年10月17日よりバイオディーゼル燃料の導入実験を実施している。車内で家庭から出る廃油の回収を行い更別企業でBDFへの加工を行っている。2024年現在、BDF車両の運行は終了している。

##### 南商業高校線、帯広の森線
- 21：帯広駅前 - 帯広郵便局前 - 第一病院前 - 春駒通8条 - 八中前 - 西19条6丁目 - 国際センター入口 - 南商業高校前
- 22：帯広駅前 - 郵便局前 - 帯広市役所南口 - 春駒通西8条 - 八中前 - 西19条6丁目 - 国際センター入口 - 南商業高校前
- 23・24：（一中線/中鈴蘭線 - ）帯広駅前 - 駅南口 - 第一病院前 - 春駒通8条 - 八中前 - 西19条6丁目 - 交流館下 - 南商業高校前

23は一中線から直通、24は中鈴蘭線と直通。
- 25：帯広駅前 - 郵便局前 - 帯広市役所南口 - 春駒通8条 - 八中前 - 西19条6丁目 - 交流館下 - 南商業高校前 - 帯広の森 - 白樺学園
- 27：（一中線 - ）帯広駅前 - 駅南口 - 第一病院前 - 春駒通8条 - 八中前 - 西19条6丁目 - 交流館下 - 南商業高校前 - 帯広の森 - 白樺学園
- 28：帯広駅前 - 駅南口 - 第一病院前 - 春駒通8条 - 八中前 - 西19条6丁目 - 交流館下 - 南商業高校前 - 帯広の森 - 白樺学園

27は一中線から直通で平日のみ運行、28は土日祝のみ運行
元JR北海道バス路線。

#### 音更・士幌・上士幌

##### 雄飛が丘団地線、柏林台・音更高校スクール線、緑駒線
- 31・32：帯広駅前 - 西2条1丁目 - 木野農協前 - 緑陽台北区 - 大谷短大前 - 雄飛が丘北区 - 音更高校
- 33：帯広駅前 - 西2条1丁目 - 木野農協前 - 緑陽台北区 -  大谷短大前 - 音更役場前 -  音更高校 - 駒場  -  音更役場前  -   大谷短大前  -  緑陽台北区  -  木野農協前  -  西2条1丁目  -  帯広駅前

31は帯広駅前 - 雄飛が丘北区間の運行。33はサンドームおとふけ前から分岐し音更役場前経由で運行し、駒場地区経由で帯広駅へ戻る循環運行。34 音更役場前経由は#鹿追・新得方面と同経路。
- 54：柏林台駅→西16条→鈴蘭郵便局→緑陽台北区→大谷短大前→雄飛が丘北区→音更高校

音更・鹿追スクール線として鹿追高校まで運行していたが、2020年（令和2年）5月21日より音更高校止まりとし柏林台・音更高校スクール線に変更。

##### 中鈴蘭循環線
- 41・42：帯広駅前 - 西2条1丁目 - 木野農協前 - 北蘭団地 - 中鈴蘭 - 南鈴蘭 - おおや整形前 - 北親福祉センター - 帯広市役所南口 - 帯広駅前

41は十勝大橋先回り、42は鈴蘭大橋先回り。一部は24として南商業高校線と直通する。
元JR北海道バス路線。拓殖バスへの移譲後、北親通線や鈴蘭線などと統合し一部経路変更区間あり。

##### 上士幌線、音上線

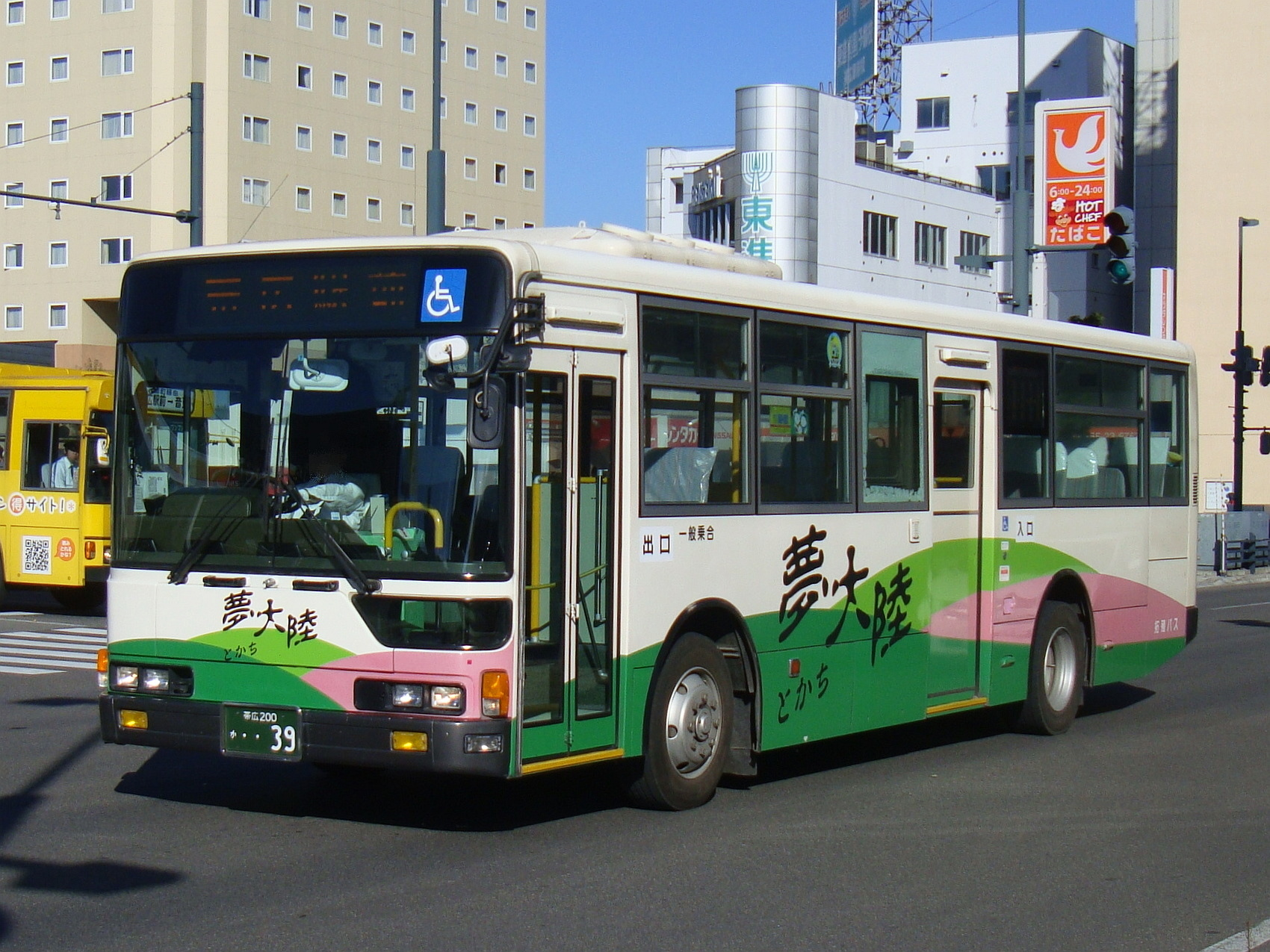
「夢大陸とかち」塗装車

- 61・62：帯広駅前 - 西2条1丁目 - 木野農協前 - 音更役場前 - みはるの団地・福平/音更高校・駒場ターミナル - 中士幌待合所 - 士幌22号（道の駅ピア21しほろ） - 士幌 - 士幌待合所 - 上士幌高校 - 十勝バス上士幌営業所 - 上士幌 - （上士幌交通ターミナル→拓殖バス上士幌営業所→道の駅かみしほろ→しんくみ上士幌支店）→上士幌交通ターミナル

国鉄士幌線バス代行路線で、同じく代行路線を運行する十勝バスとともに「夢大陸とかち」塗装車も運用され、共通定期券を取り扱う。61 上士幌線はみはるの団地・福平経由、62 音上線は音更高校・駒場ターミナル経由。2020年（令和2年）5月21日より上士幌交通ターミナル以遠の経路が一方通行化され、上士幌行は循環し上士幌交通ターミナル終着、帯広方面は上士幌交通ターミナル始発でしんくみ上士幌支店から上士幌へ向かう。

#### 鹿追・新得
鹿追線、然別湖線、新帯線の帯広駅前 - 鹿追営業所間「帯広駅前 - 西2条1丁目 - 木野農協前 - 音更役場前 - 駒場 - 音更高校 - 十勝牧場 - 新然別 - 神田日勝記念美術館（道の駅しかおい） - 鹿追役場前/鹿追高校前 - 鹿追営業所」共通経路。

##### 鹿追線、然別湖線
- 34：帯広駅前 - 西2条1丁目 - 木野農協前 - よつ葉乳業前  -  音更役場前  -  プロスパ６  - 音更高校  音更高校
- 51・52：帯広駅前 - 鹿追営業所 - 大草原の小さな家 - 自衛隊前 - 瓜幕 - ライディングパーク（道の駅うりまく） - とかち鹿追ジオパークビジターセンター - 然別湖（然別湖畔温泉）

34は帯広駅前 - 音更高校間のみの運行で平日朝の通学時間帯に運行。鹿追・新得方面の各路線は駒場経由で運行しているが、本系統のみ駒場を経由せず音更高校へ直行する。
52は帯広駅前 - 鹿追営業所間の運行。
冬期は然別湖での乗降が無料となっていたが、2017年（平成29年）度よりバス無料プラン利用者以外は有料となった。

##### 新帯線、屈足線
- 53・53-2・71：帯広駅前 - 鹿追営業所 - 鹿追役場前 - 熊牛27号 - 幸町4丁目 - 屈足総合会館 - 佐幌6号 - 新得坂 - 新得役場前 - 新得駅前 - 新得小学校 - 新得高等支援学校（旧・新得高校） - 南新得（新得営業所）

53-2は鹿追営業所 - 新得駅前間の運行。
71 屈足線は幸町4丁目 - 南新得間の運行。2018年（平成30年）4月23日、屈足22号 - くったり温泉間を廃止し経路変更。非公示便の改廃も行われた。
新得市街地 - 佐幌6号 - 屈足間は全区間100円の新得町コミュニティバスと並行するが、屈足線や新帯線など一般路線バスでは新得町民に限り補助券利用にて100円となる。

##### トムラウシ温泉線
- 72：新得駅前 - 屈足総合会館 - くったり温泉 - 岩松 - 富村牛学校前 - 曙橋 - トムラウシ温泉

予約優先。7月中旬 - 8月中旬運行。2022年（令和4年）は9月中旬から11月までの土曜休日に秋季運行（予約不要）が行われた。
- 快速：帯広駅前・道の駅おとふけ・鹿追営業所 - トムラウシ温泉

2022年（令和4年）は9月中旬から11月までの土曜休日に運行。

##### 上佐幌線、新得高等支援学校スクール線
北海道拓殖バスで時刻は非公開、運賃や経路は公開している路線。
- 上佐幌20号 - 上佐幌小学校 - 佐幌6号 - 協和会館 - 新得駅前 - 新得小学校→新得中学校→畜産試験場→新得小学校[33][34]
- 音更大通1丁目 - 木野農協前 - 帯広駅前 - 帯広競馬場 - 三条高校 - 芽室中央 - 御影 - 清水 - 新得高等支援学校[35]

#### コミュニティバス（受託）
運行主体は自治体であるが、実際の運行などは委託を受けた北海道拓殖バスが行うコミュニティバス路線。

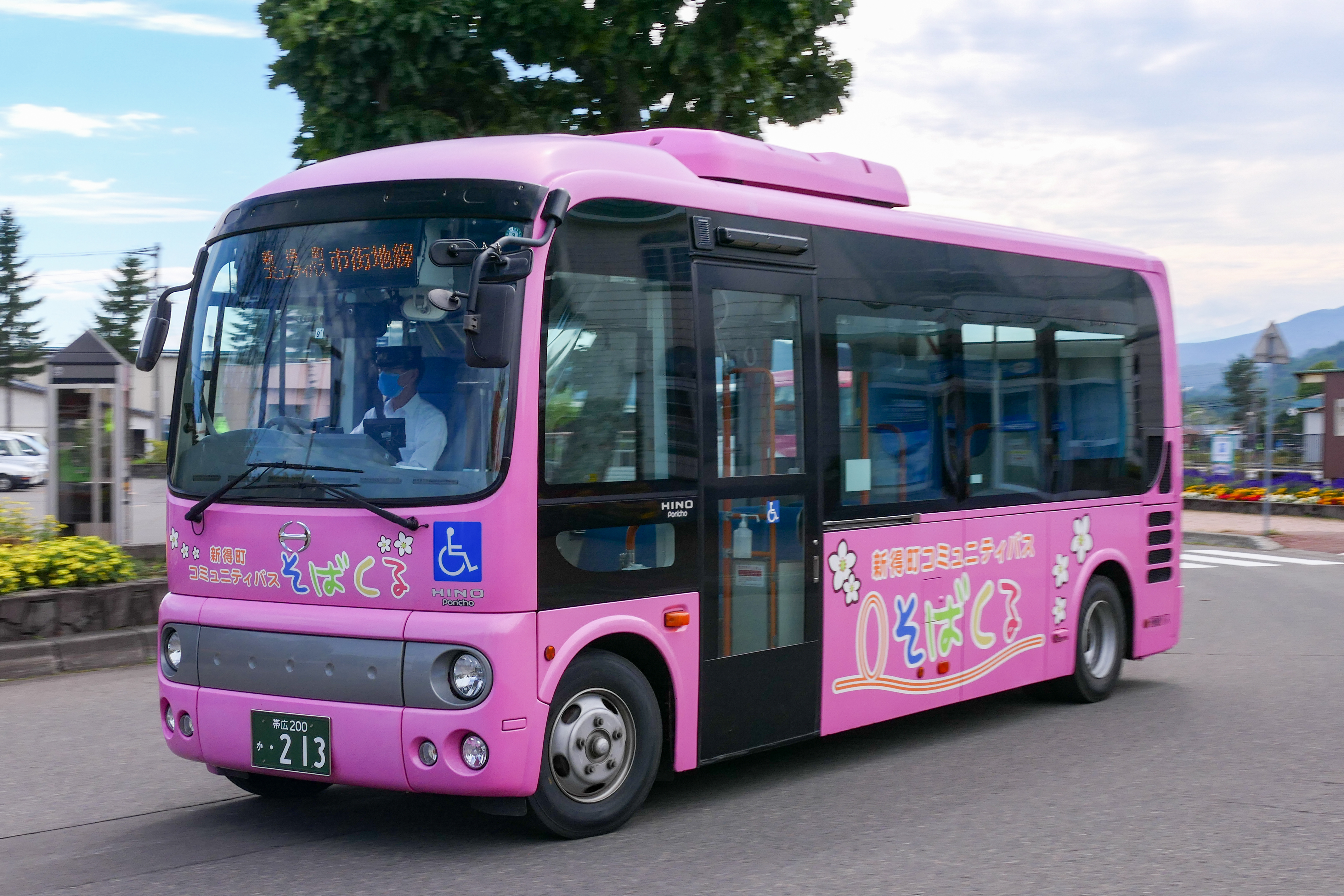
新得町コミュニティバス「そばくる」
- 新得町が運行するコミュニティバス。新得市街地線（西地区、東地区）、新得市街地と屈足を結ぶ屈足地区線が運行される[36]。

音更町コミュニティバス「すずらん号」
- 音更町が運行するコミュニティバス。本町コース・木野コースの2路線、1日3便を元日を除き、毎日運行[37]。

清水町コミュニティバス
- 清水町が運行していたコミュニティバス。2024年9月30日をもって廃止[38]
- 清水地区巡回 - 十勝清水駅前 - 羽帯 - 御影駅前間で週3日運行[39]していた。

### 主な廃止路線
拓鉄線の各駅を発着する路線や、北十勝の各町村内に細かな路線など広く路線網を持っていたが、利用減に伴い昭和後半から段階的に路線網を縮小している。
エアポートライナー
- 帯広空港 - 帯広駅前 - 木野大通16丁目 - 神田日勝記念美術館 - 鹿追営業所 - 然別湖

2004年（平成16年）10月1日廃止。
足寄急行線、上足線
- （帯広駅前 - ）上士幌営業所 - 北門小学校前 - 芽登 - チーズ工房前 - 足寄駅前

上士幌 - 足寄間は北海道拓殖鉄道の鉄道敷設計画があった区間であった。2005年（平成17年）10月1日に廃止。足寄駅（道の駅あしょろ銀河ホール21）内の足寄案内所も廃止され、足寄町から撤退している。
北見帯広線
- 帯広駅バスターミナル・足寄 - 陸別 - 置戸・北見バスターミナル（十勝バス、北海道北見バスと共同運行）

2005年度夏期の運行をもって撤退。その後2社で運行されたが、北海道ちほく高原鉄道ふるさと銀河線代替バス運行開始に伴い廃止されている。
糠平線
- 然別湖 - 山田温泉 - 糠平駅前

湖畔線として然別湖  -  山田温泉間で運行を開始。幌鹿峠開通に伴い糠平まで延伸。
南北線
- 国立帯広病院 - 柏林台駅前 - 美術館前 - 動物園正門前 - 稲田橋 - イトーヨーカドー前

瓜幕線
- 鹿追営業所 - 鹿追高校前 - 自衛隊前 - 瓜幕 - ライディングパーク

東瓜幕線
- 帯広駅前 - 音更駅前 - 東中音更 - 東瓜幕 - 瓜幕

東居辺線
- 上士幌駅前 - 東９線 - 東居辺 - 北門 - 上士幌駅前

喜登牛線
- 足寄駅前 - 新生小学校 - 活込 -  芽登  -  奥芽登  -  芽登温泉

万年線
- 帯広駅前 - 音更駅前 - ７号 - 東士狩/鎮錬 - 万年  (-高倉５線）

工業団地線
- 富士銀前 - 玄武住宅 - 西１８条本社前 - 魚菜市場

北親通線
- 帯広駅前 - NHK前 - 北親福祉センター前 - 保育所前 - 拓殖バス本社前

鈴蘭線
- 帯広駅前 - 木野農協前 - 北蘭 - 拓殖バス本社前  -  豊年

柳月線
- 帯広駅前 - 木野農協前 - 北蘭団地 - 拓殖バス本社前  -  柳月スイートピア・ガーデン

## 貸切バス
貸切バス事業の営業区域は、帯広運輸支局管内、北見運輸支局管内、釧路運輸支局管内、札幌運輸支局管内および室蘭運輸支局管内のうち苫小牧市、白老郡、勇払郡、沙流郡での発着が認められている。
道東地区のバス事業者10社で組織する東北海道貸切バス事業協同組合 (BUS CENTER) に加盟する。

## 車両
かつては三菱製が中心であったが、ジェイ・アール北海道バス帯広営業所廃止の際に日野自動車製の車両を譲受して以降は、三菱以外の車両も導入している。
路線バス車両は50台（2017年3月31日現在）、貸切バス車両は26台保有する。
2010年から、東京都の関東バスから移籍車導入が始まり徐々に数を増やした。翌2011年には関東バスから3扉車（三菱MP、富士重工業製7E車体架装）を購入した（後扉は締切扱いで使用しない）。この車は塗装を変更しつつも関東バス時代の社番を残しており、その後も関東バスからの移籍車には同社時代の車番が残されている。関東バスからの車両導入は毎年定期的に行われ、2024年現在、大半が関東バスからの移籍車が占め、関東バスからの新たな移籍車で関東バス車両の置き換えを進めでいる。なお、3扉車は拓殖バス移籍12周年を記念して2023年9月に前面及びドア側を拓殖バス塗装、後部および運転席側を関東バス塗装にリニューアルされた。
都市間バス用の高速車は、路線バス同様に三菱製が中心であるが、一部はいすゞ自動車製の車両の導入もある。貸切車もかつては三菱製で揃えられていたが、2024年現在はいすゞ製が中心で、移籍車ではそれ以外のメーカーの車両も導入されている。都市間バスと貸切バスはピンクベースの塗装となっている。また、過去に存在した「BUS CENTERカラー」の車両はすべて廃車となっている。

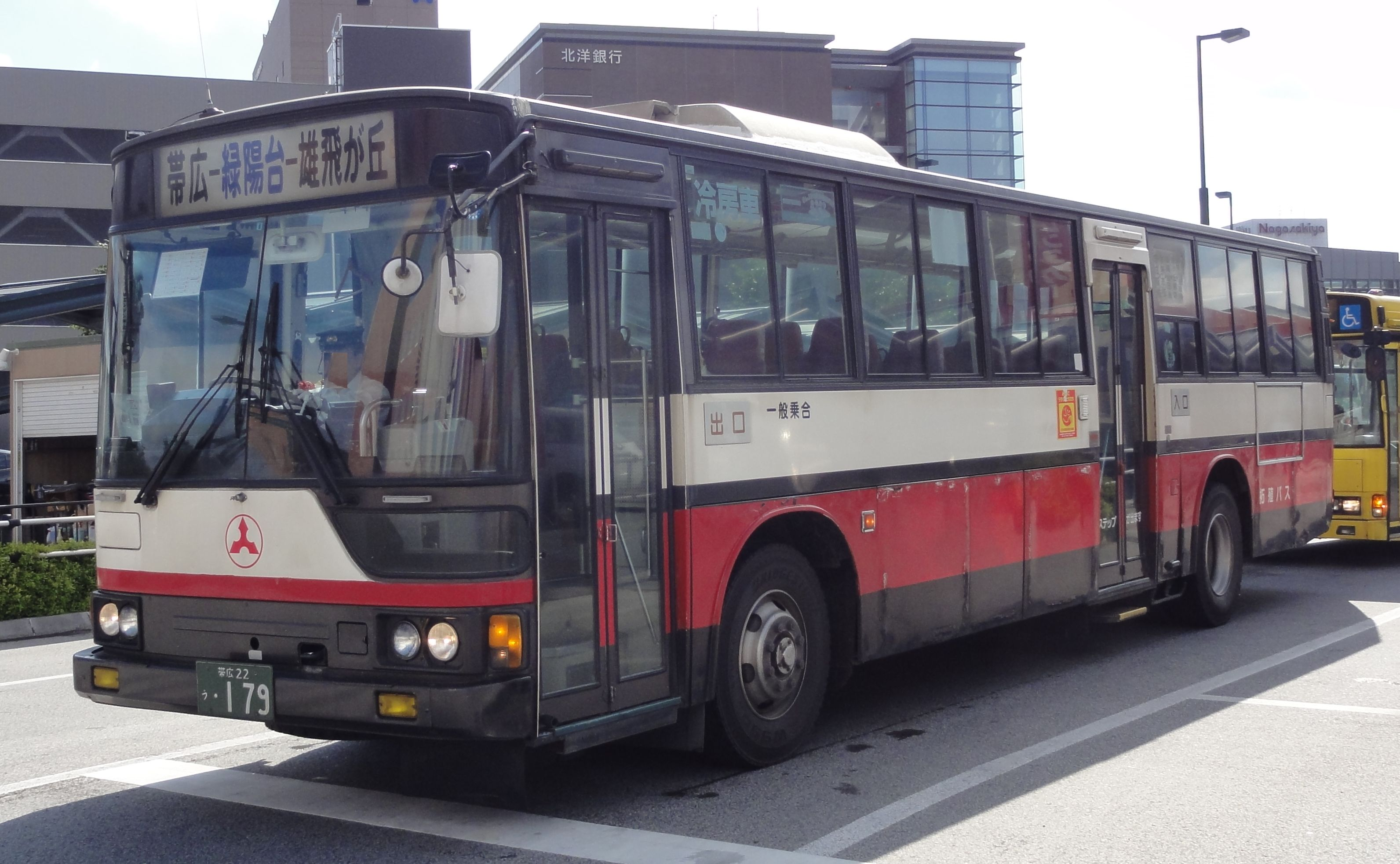
路線バス
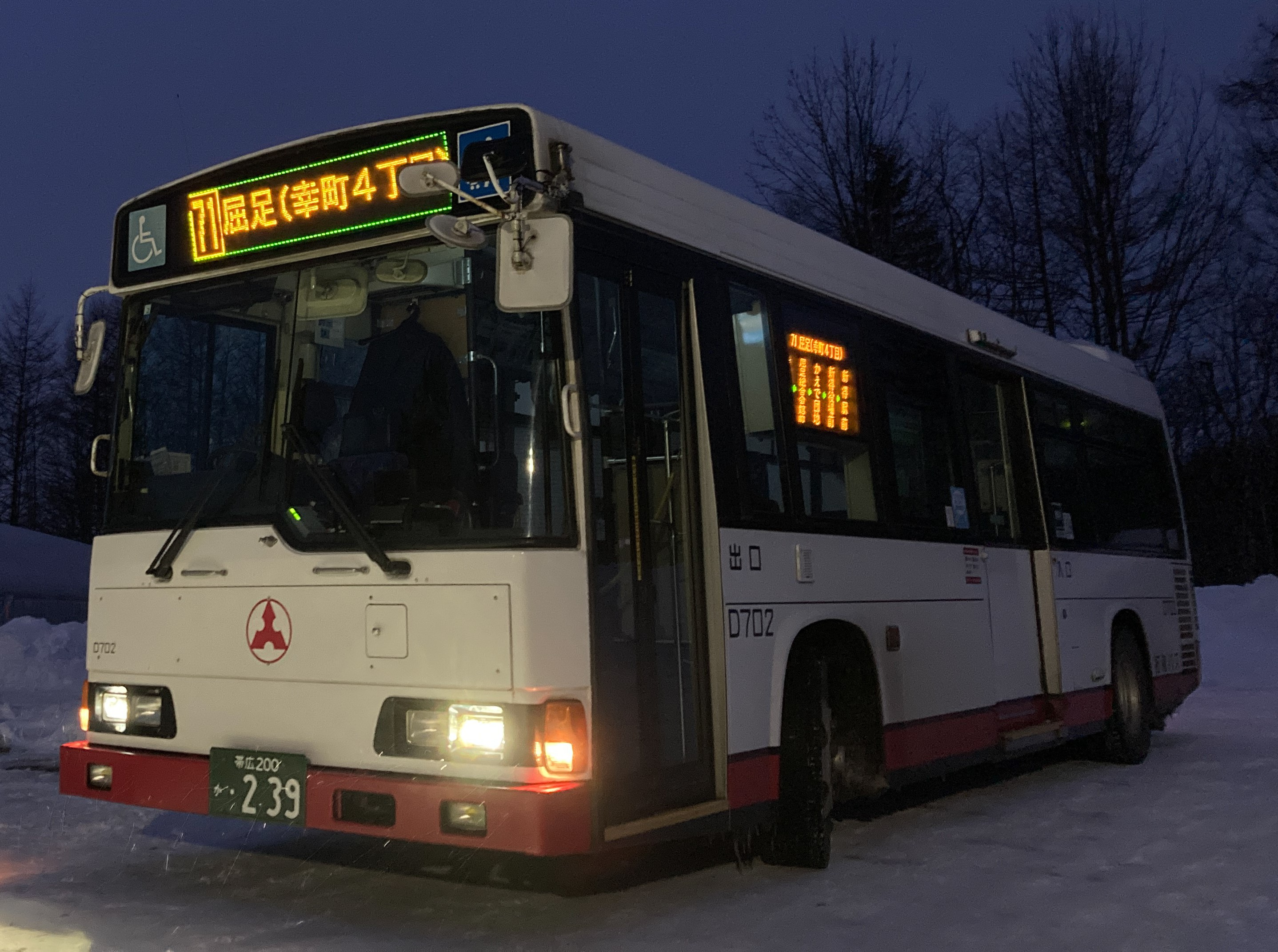
関東バスより導入された路線バス（元関東バスD701号車、旧塗装中型車）
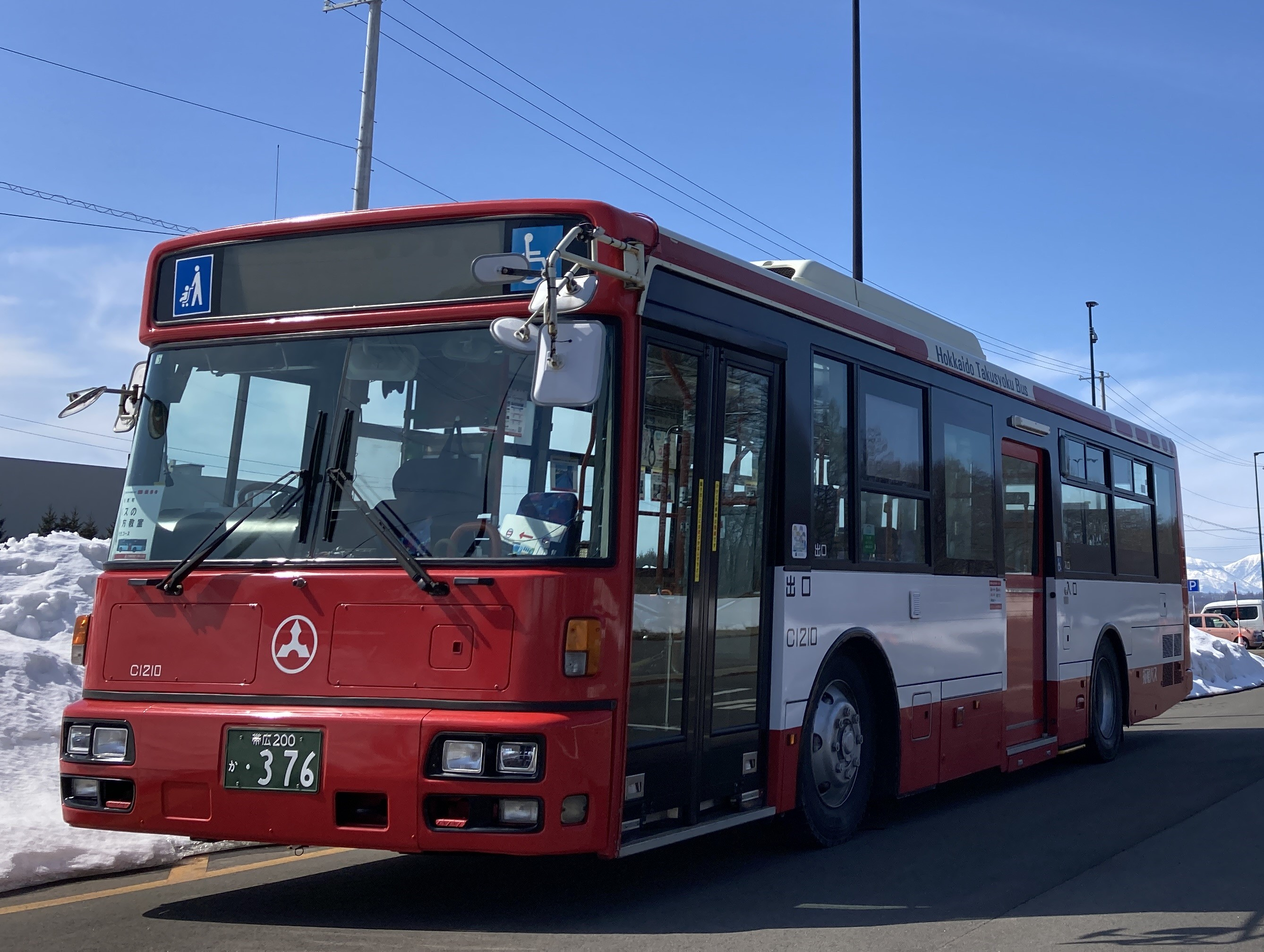
関東バスより導入された路線バス(元関東バスC1210号車、現行塗装)
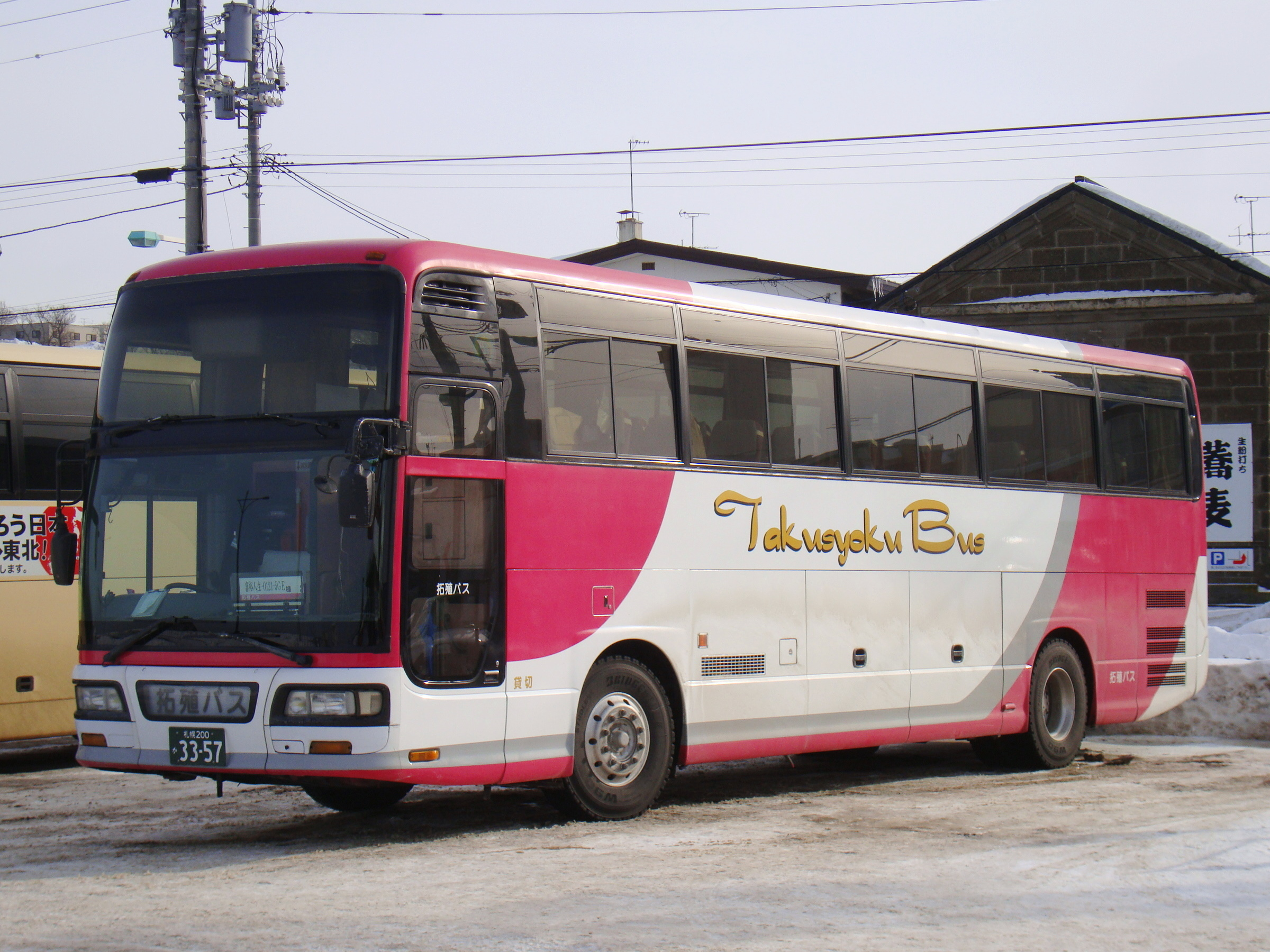
貸切バス（廃車）
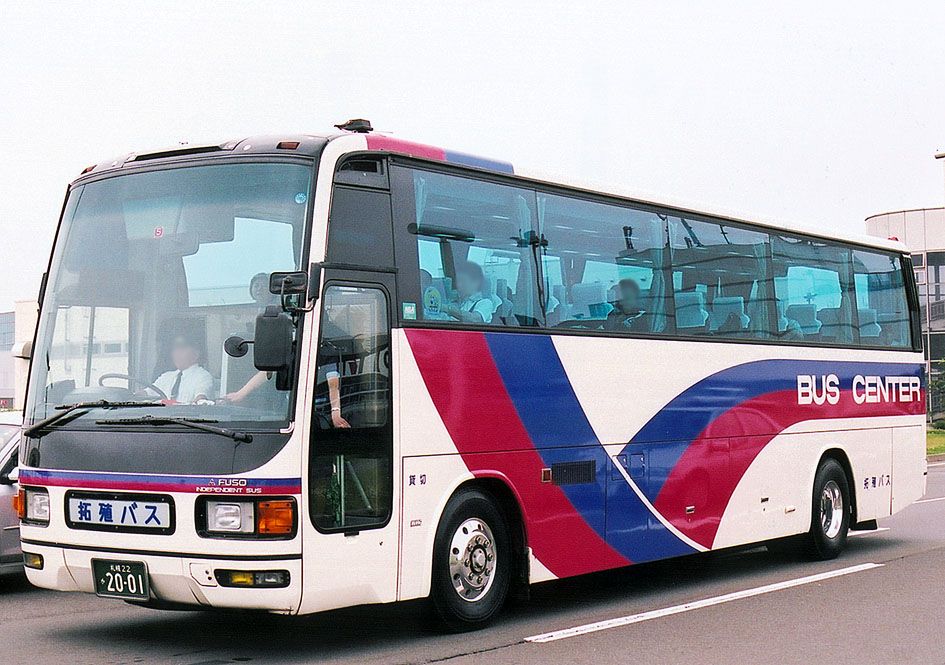
BUS CENTERカラーの貸切バス（廃車）
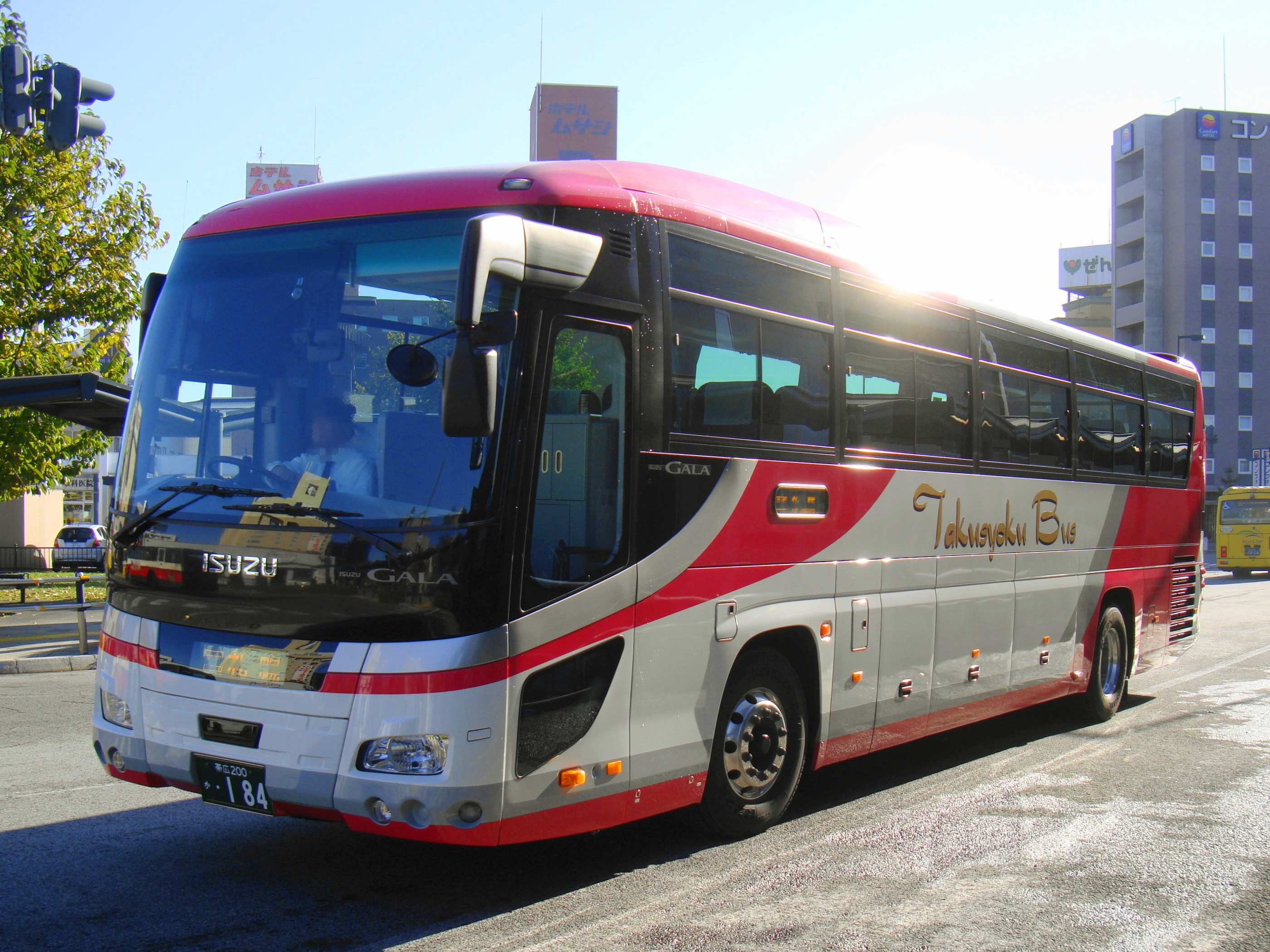
都市間バス用に導入されたいすゞ・ガーラ（2024年現在、空港連絡バスで運行）
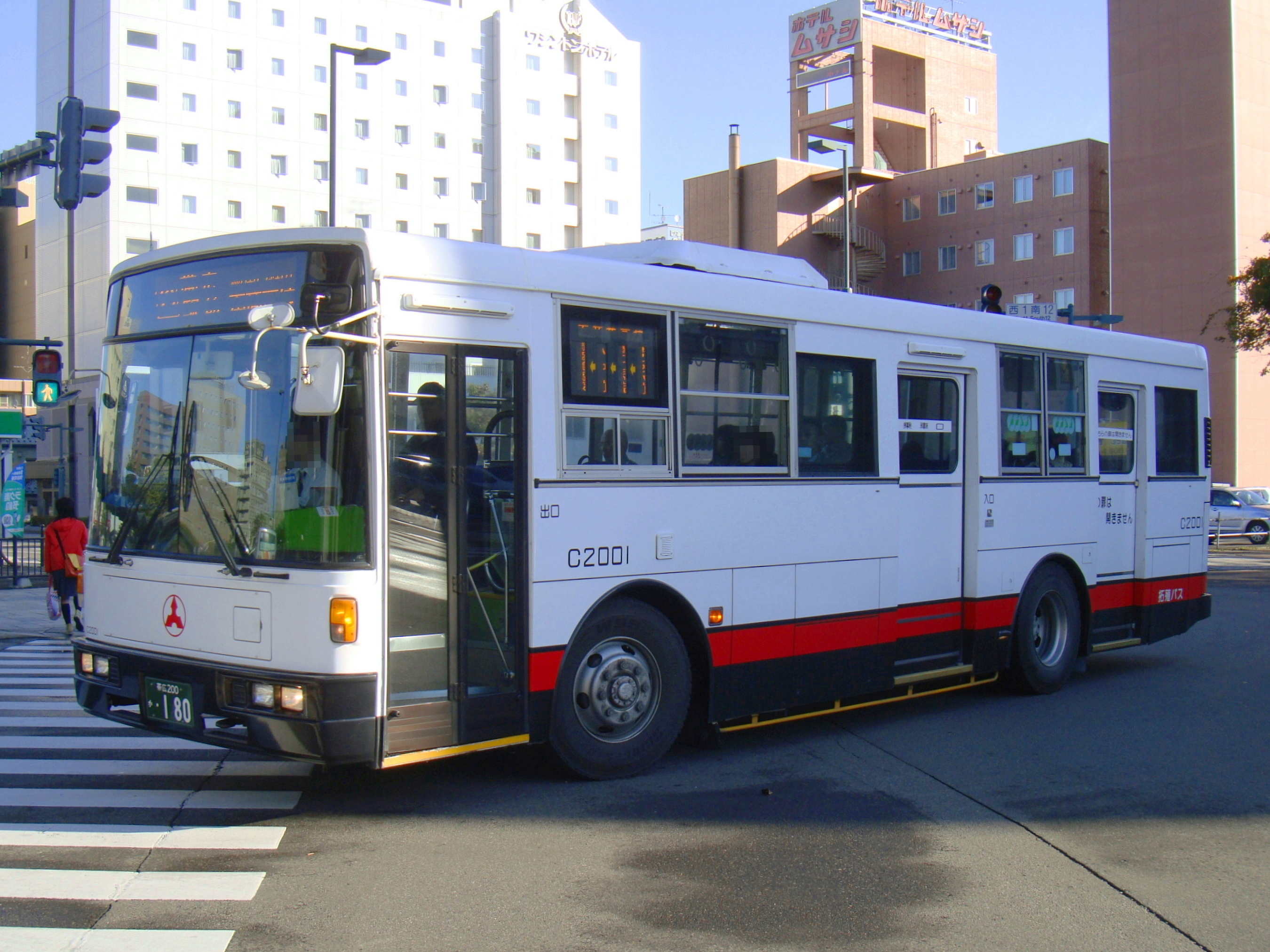
関東バスから譲受した3扉車（塗装変更前）
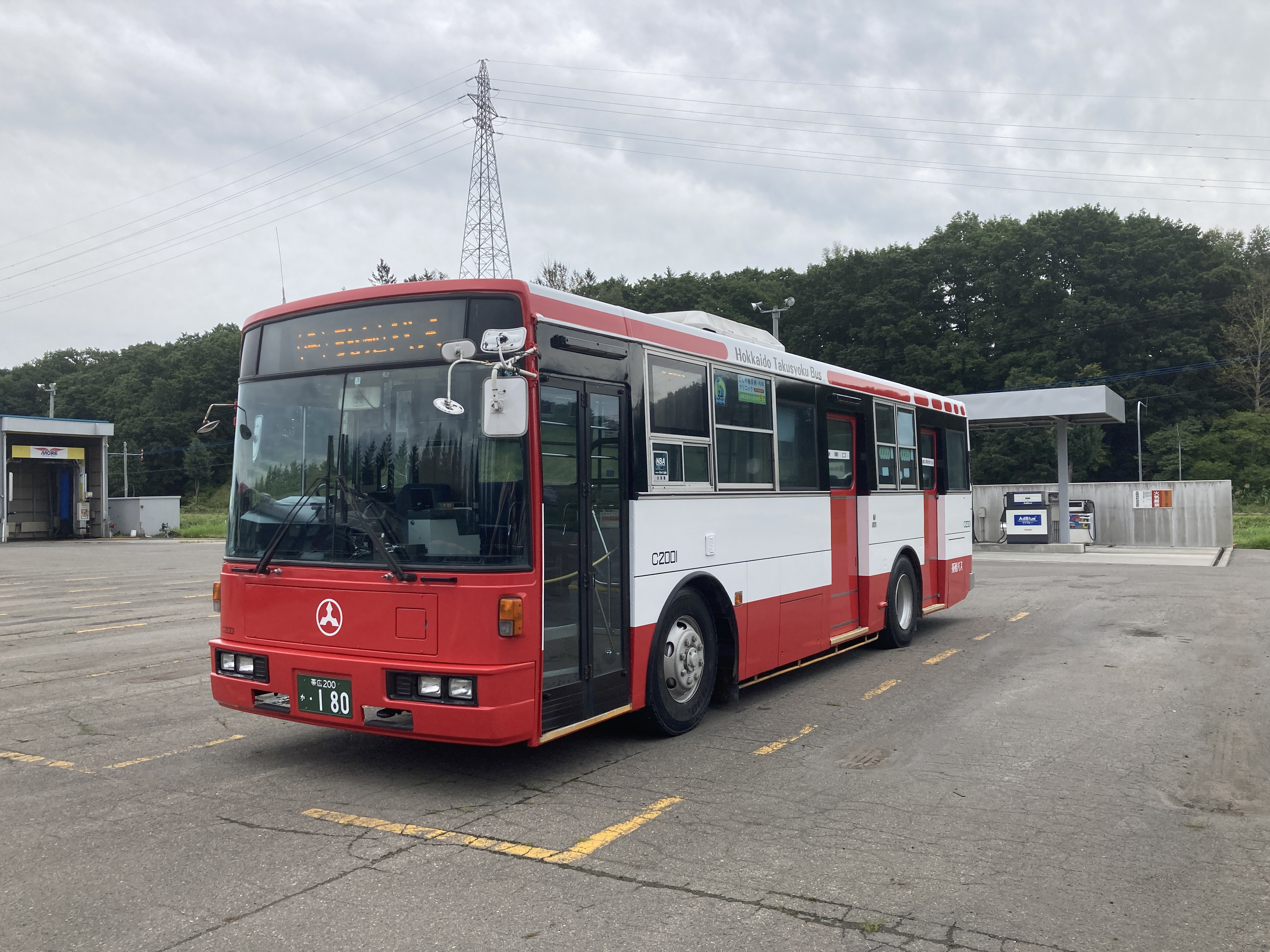
関東バスから譲受した3扉車（塗装変更後）
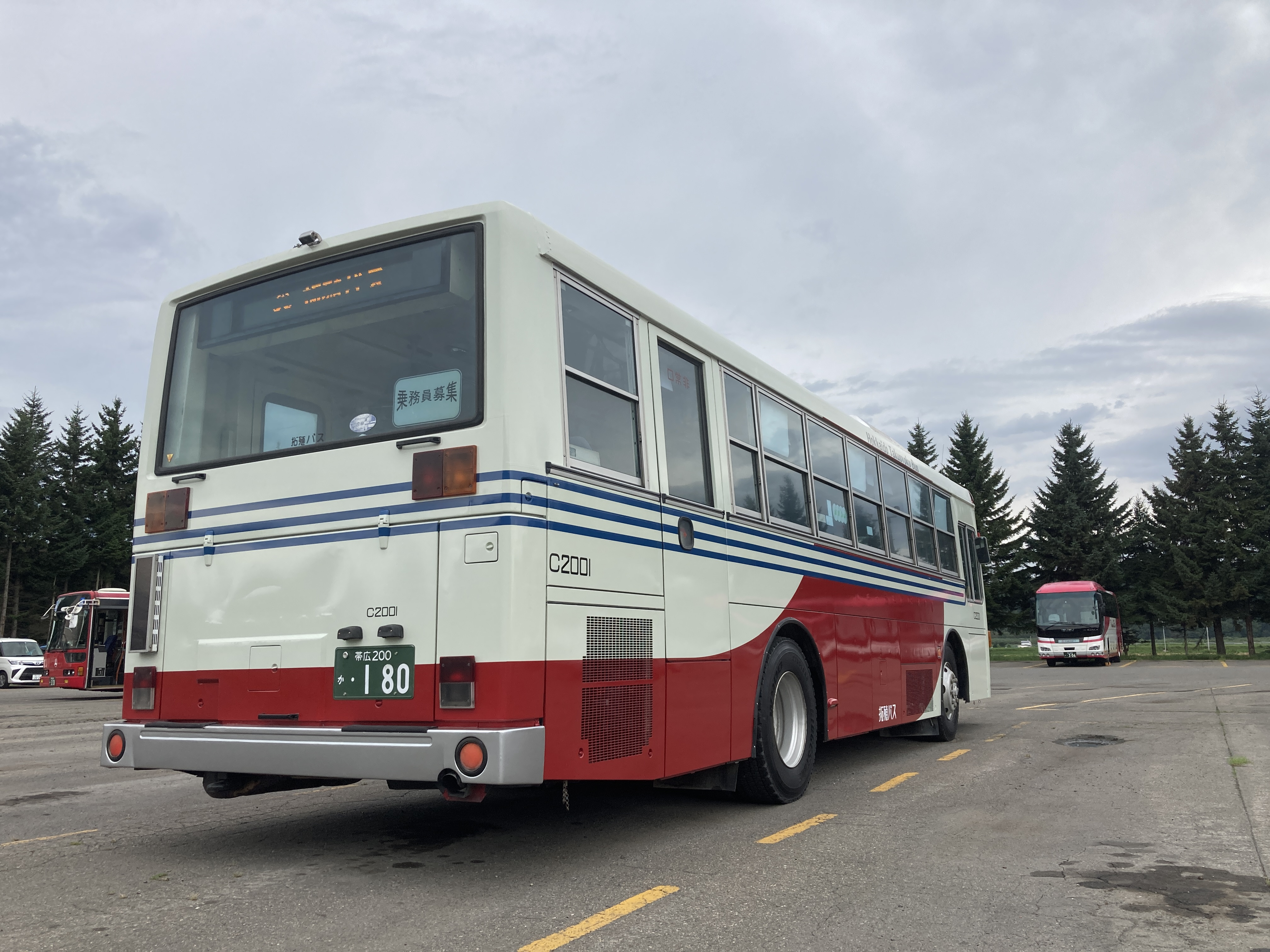
関東バスから譲受した3扉車（塗装変更後）
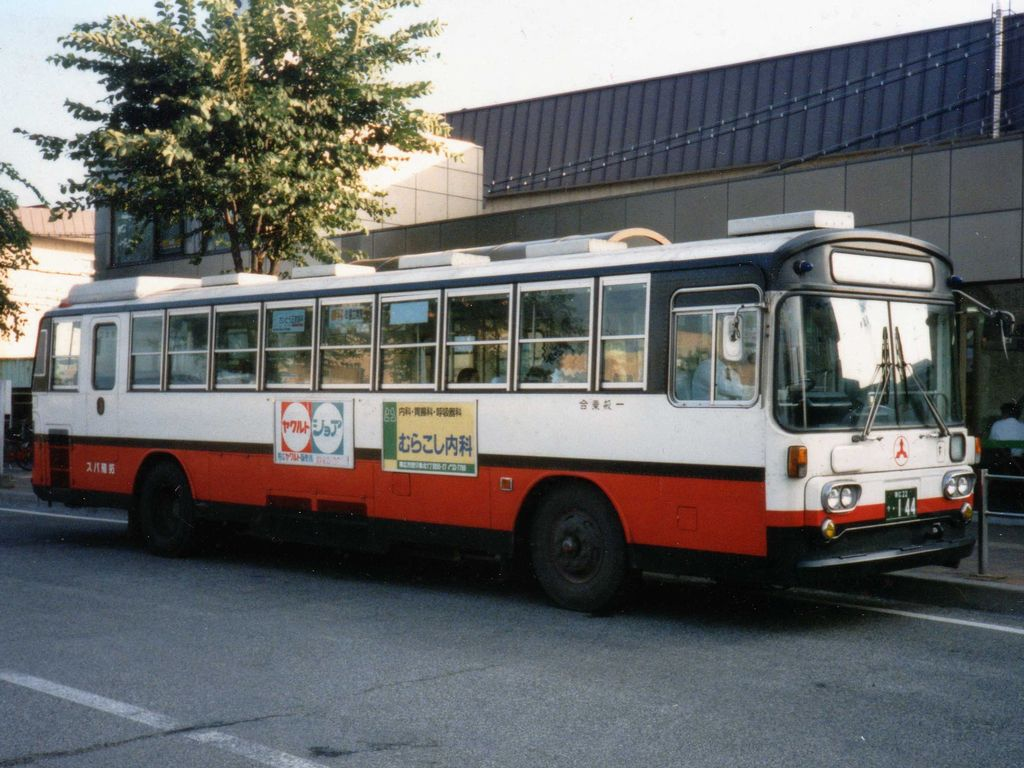
神奈川中央交通から譲受した車両（廃車）
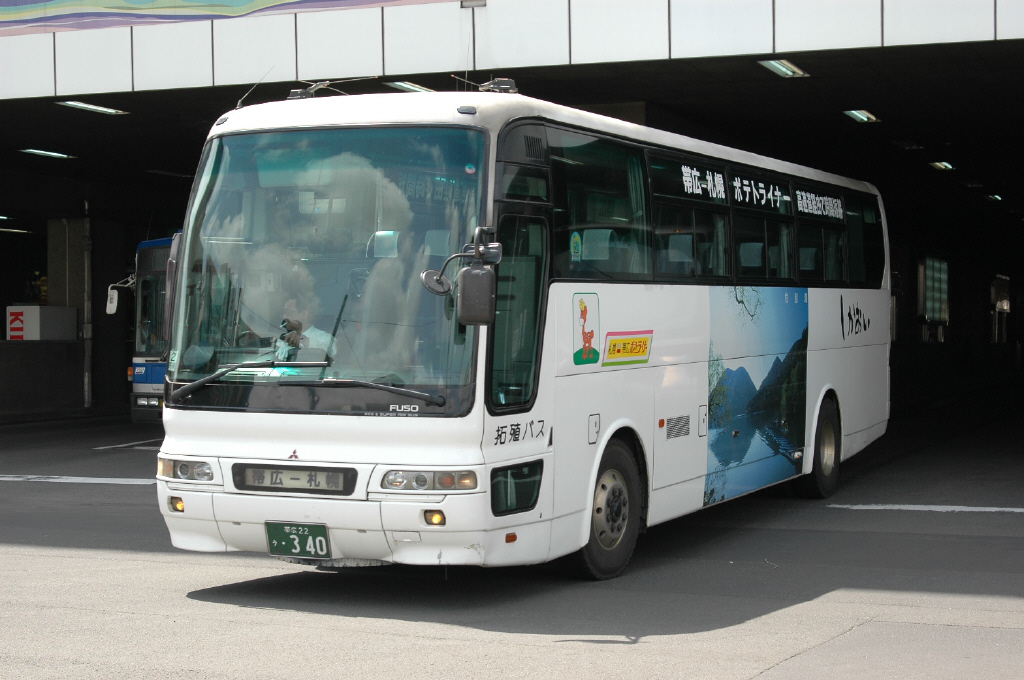
ポテトライナー（過去の車両）